# Anthophora spinacoxa
Anthophora spinacoxa är en biart som beskrevs av Brooks 1988. Anthophora spinacoxa ingår i släktet pälsbin, och familjen långtungebin. Inga underarter finns listade i Catalogue of Life.